# Baimao, Jiujiang
Baimao (kinesiska: 白茆) är en köping i östra Kina. Den ligger i stadsdistriktet Jiujiang i staden Wuhu i provinsen Anhui, omkring 98 kilometer sydost om provinshuvudstaden Hefei. Antalet invånare är 69765. Befolkningen består av 35 070 kvinnor och 34 695 män. Barn under 15 år utgör 14,0 %, vuxna 15-64 år 72 %, och äldre över 65 år 12,0 %.